# Investigaciones X-Factor
Investigaciones X-Factor es una agencia de detectives ficticia que aparece en los cómics estadounidenses publicados por Marvel Comics. La organización fue creada por el escritor Peter David para la serie de  cómics X-Factor (vol. 3). La agencia aparece por primera vez bajo el nombre de Investigaciones XXX en el primer número de la serie limitada de Marvel Comics Madrox #1 (noviembre de 2004). En el número final, Madrox #5 (marzo de 2005), el nombre se cambia a Investigaciones X-Factor y luego se abrevia Investigaciones XF.

## Historial de publicaciones
Peter David presentó la agencia en la serie limitada Madrox. La serie Madrox terminó en marzo de 2005, pero con una reacción positiva de los fanáticos y minoristas hacia el libro, Marvel relanzó la serie bajo su título de uso frecuente X-Factor, David había considerado a Madrox un libro de X-Factor de todos modos. En la Comic Con de San Diego de 2005, Peter David anunció que la agencia continuaría, luego de los eventos en Madrox y House of M, y pretendía que la agencia fuera "oscura y desaliñada", inspirada en la serie paranormal de Fox TV The X-Files. En la Fan Expo Canada de 2009, se anunció que la serie actual de X-Factor pasaría a numerarse al número 200 en diciembre de 2009, para retomar la numeración de la serie original. La serie terminó después del número 262, después de 114 números.

## Historia del equipo ficticio
Investigaciones X-Factor es una agencia de detectives dirigida por Jamie Madrox, anteriormente conocido como el superhéroe disfrazado Hombre Múltiple. La agencia originalmente se llamaba Investigaciones XXX, pero los miembros del equipo pensaron que sonaba demasiado como si Madrox estuviera investigando pornografía. El nuevo nombre proviene del supergrupo mutante patrocinado por el gobierno en el que habían trabajado anteriormente los tres fundadores.

### "Madrox" y "Diezmación"
El personal inicial estaba formado por el mejor amigo y ejecutor especial de Madrox, Guido Carosella (Strong Guy) y su excompañera de equipo Rahne Sinclair (Wolfsbane). Después de House of M, la nueva riqueza de Madrox al ganar un programa de juegos al estilo ¿Quién quiere ser millonario? le permitió reclutar a varios de sus antiguos colegas de la sucursal de París de la ahora desaparecida Corporación X. Los nuevos miembros incluyen a Siryn, un impotente Rictor, M y Layla Miller, quien se ha insertado en el grupo para evitar que descubran la verdad detrás de la Decimación mutante, una catastrófica aniquilación mundial de los poderes mutantes que tuvo lugar durante una historia del mismo nombre. Posteriormente, la agencia entró en conflicto con la agencia rival Investigaciones Singularidad, después de que ordenaron que golpearan a Siryn y la dieran por muerta. 
A raíz de la historia de "Diezmación", Madrox, después de reunirse con el director ejecutivo de Singularidad, Damian Tryp, le pide a Siryn que averigüe más sobre la Diezmación a través de los héroes que podrían haber estado involucrados. Ella se entera de Spider-Man que los X-Men (que habían negado cualquier participación), así como Quicksilver, fueron, de hecho, fundamentales para el final de ese evento. 
Poco se sabe sobre Damian Tryp aparte de que dirige Investigaciones Singularidad, que compite directamente con Investigaciones X-Factor de Jamie Madrox y sus encuentros con el equipo de Madrox. También es uno de los pocos mutantes que mantuvo sus poderes sobrehumanos después del evento del Día M, aunque se ha revelado que podría no ser un mutante, sino un retroceso genético a una época anterior, (un "cambiante"), un predecesor de los mutantes que desarrollan poderes al nacer. La mutación de Tryp le permite vivir durante mucho tiempo, como lo demuestra su existencia en Gales en el siglo XII. También él es capaz de moverse en el tiempo de manera similar a Quicksilver, lo que le permite reunirse en tres momentos diferentes.
Damian Tryp también parece estar involucrado en el pasado de Jamie Madrox. Cuando Jamie nació, la bofetada del médico hizo que se multiplicara en dos bebés idénticos, lo que fue bastante impactante tanto para sus padres como para el médico. El profesor Charles Xavier, amigo de la familia Madrox, sugirió que se mudaran a Kansas para criar al niño en la intimidad con la posibilidad de que más tarde fuera enseñado en la escuela del Profesor X para jóvenes superdotados. Sin embargo, cuando Madrox aún era joven, Tryp también hace una oferta para cuidar de Jamie, alegando que Jamie también era un "cambiante" como él. Los padres de Jamie, sin embargo, se niegan a entregarle a Jamie a Tryp, quien procede a crear un extraño tornado que mata a los padres de Jamie.
El conflicto total entre las Investigaciones Singularidad de Tryp y las Investigaciones X-Factor comenzó después de que la versión más joven de Tryp golpeara brutalmente a Siryn (después de dispararle en el cuello con un dardo que le impedía usar sus poderes) y la dejara por muerta. Siryn, como parte de sus deberes para Investigaciones X-Factor, estaba investigando el asesinato de la mujer que murió en el ático de Jack Vaughn en circunstancias sospechosas. Jack Vaughn (una estrella de cine) afirmó que la mujer fue asesinada por su hermana, Gloria Santiago, quien estaba molesta por la relación (afirmando que Jack "no era bueno" para su hermana), y que todo lo que estaba tratando de hacer era luchar el arma lejos de ella. Por lo tanto, la hermana contrató a Investigaciones X-Factor para ayudarla a limpiar su nombre y llevar a Jack ante la justicia. Investigaciones Singularidad representaba a Jack Vaughn con Tryp, Junior (en otras palabras, la versión más joven) como abogado defensor. Siryn y Investigaciones X-Factor lograron incriminar a Vaughn y frustrar el intento de asesinato de Rictor por parte de IS. Tryp, Junior está tan enfurecido por esto que tiende una emboscada a Siryn y la golpea casi hasta la muerte, dejándola morir en un callejón.
Madrox y Strong Guy le dan a Tryp una advertencia muy pública mientras Tryp está corriendo en el parque. Ellos le dicen a Tryp que saben que fue él quien lastimó a Siryn, y aunque no lo lastimarán a plena luz del día, debe cuidar su espalda. Tryp, Junior y Tryp, Senior le hacen a Madrox una oferta para unirse a su empresa, y Madrox se ríe en respuesta.

### "Civil War"
Durante la "Guerra Civil", Quicksilver regresó a Mutant Town después de los eventos de Son of M, habiendo obtenido la capacidad de restaurar los poderes de otros mutantes de la Niebla Terrigena. X-Factor usó esto para confrontar a los X-Men con su conocimiento de la Diezmación. Como resultado, X-Factor ha adoptado una postura pública desafiando la Ley de Registro de Superhumanos. Sin embargo, Rictor y M fueron registrados por un duplicado de Madrox, quien es un agente de S.H.I.E.L.D., y Madrox, Strong Guy y Wolfsbane ya están registrados debido a su membresía en el anterior X-Factor, patrocinado por el gobierno. Los X-Men han decidido no interferir con Quicksilver mientras permanezca en Mutant Town.

### "X'd Out"
Cuando un ex empleado de Singularidad llegó a Investigaciones X-Factor y contó que Tryp está intentando recrear el Virus Legado, la plaga que mató a varios mutantes, incluido, brevemente, el propio Madrox, Strong Guy es enviado para llevar al hombre a un lugar seguro. Sin embargo, una vez que están solos, Strong Guy lo mata y llama a Tryp para informarle. Más tarde se revela que Tryp ha colocado una sugerencia hipnótica en la mente de Strong Guy para convertirlo en un agente durmiente. Según la versión más antigua de Tryp (antiguo), todos los esfuerzos de Investigaciones Singularidad para crear el Virus Legado han sido para prevenir un posible futuro en el que X-Factor logre deshacer la Diezmación, pero como resultado, la humanidad es aniquilada por los mutantes repotenciados en un conflicto sangriento. Como tal, el nuevo objetivo de Investigaciones X-Factor es deshacer la Decimación, pero también prevenir el conflicto que Tryp predijo. 
Debido a que uno de los incautos de Madrox hizo estallar el edificio SI, aparentemente matando a Tryp, Junior y Tryp, Senior (es decir, la versión de mediana edad), solo el antiguo Tryp (el que ha estado vivo por más tiempo y ha visto el sombrío futuro) sigue vivo.
Después de la destrucción de Investigaciones Singularidad, la forma actual de Damian Tryp (el mayor/antiguo) le revela a Layla que su propia existencia había frustrado sus planes: ella es una fuerza del caos como él. Tryp también revela que cuando entra en conflicto con Layla, como resultado ocurren eventos terribles. Después de su encuentro con Tryp, Layla parece genuinamente sorprendida por primera vez: el vaso de leche que está sirviendo se desborda y se derrama por el suelo.
Después de enterarse del evento predicho, cada miembro de Investigaciones X-Factor asiste a una sesión con Doc Samson.

### "World War Hulk"
Durante la historia de "World War Hulk", X-Factor acude en ayuda del Profesor Xavier cuando Hulk busca venganza contra él debido a su papel dentro de los Illuminati.

### Post-"Civil War"
Después de la experiencia de Madrox con su incauto en S.H.I.E.L.D., un incauto del que se había olvidado, Madrox emprendió una búsqueda para reunir a sus incautos perdidos y reveló la capacidad de absorberse a sí mismo en incautos. Esta búsqueda llegó a su fin cuando encontró a un incauto que había formado su propia familia. Mientras tanto, Siryn y Monet se unieron en Francia y rescataron a un niño de un motín. Luego, X-Factor fue atacado por X-Cell y casi derrotado. Los miembros de X-Cell creían que el gobierno era responsable de la pérdida de sus poderes. Todos menos Marrow y Callisto fueron repotenciados por Quicksilver y Rictor, un proceso que resultó en la muerte de su líder (Elijah Cross) y Abyss, Fatale y Reaper huyeron a la dimensión de azufre con destino desconocido. Cuando Layla Miller reveló lo que realmente les sucedió a Callisto y Marrow, Rictor usó sus poderes para expulsar los cristales Terrigen del cuerpo de Quicksilver (excepto uno, que Quicksilver conservó) a costa de sus poderes.

### "Messiah Complex"
Durante la historia de "Messiah Complex", Madrox, Rictor y Layla Miller que la acompaña son alertados de la Mansión Xavier por Emma Frost durante el conflicto del bebé mutante. Madrox y Layla son enviados a la sede de Forja para enviar a dos incautos a diferentes realidades alternativas. Layla, sin embargo, se va con uno de los engañados en el último minuto, alegando que tiene un papel que desempeñar en su misión. Desafortunadamente, Forja le informa a Madrox que no hay forma de recuperar a Layla y sus víctimas, quienes recibieron instrucciones de suicidarse una vez que recibieron la información que necesitaban para ser reabsorbidos en Madrox Prime. Layla y el engañado de Madrox aterrizan en el futuro de Bishop, y son capturados y retenidos en campos de internamiento de mutantes. Rictor recibe instrucciones de actuar encubierto como un Purifer pretendiendo dispararle a Rahne mientras atacaba a los miembros del grupo. Desde entonces, ha obtenido información sobre su artillería hasta que Anole y los otros New X-Men descubrieron su tapadera. Más tarde, Rahne se une al grupo mutante X-Force para cazar a Cable usando sus sentidos hiperagudos. Siryn fue llamada por el mutante llamado Peepers pidiendo ayuda. Cuando Siryn llegó a la escena, Peepers fue devorado hasta los huesos por Depredador X, quien ya estaba en camino buscando al próximo mutante al que matar. Strong Guy, Siryn y M unieron fuerzas con los X-Men contra los diversos grupos que intentaban tomar el control del bebé mutante.

### "Divided We Stand"
Durante la historia de "Divided We Stand", Rahne, después de una confrontación con Jamie sobre su partida, revela que se vio a sí misma asesinando a Jamie y Layla Madrox en su noche de bodas, y que no quería matar a Layla a su regreso del futuro distópico, deja el equipo y se une a X-Force. Mientras tanto, Rictor ve a una chica que cree que es Layla, pero descubre que es una joven prostituta que se parece a Layla. Luego de unas palabras agresivas con el proxeneta de la joven, se mete en una pelea que lo deja herido. Después de que Guido se une a la pelea, los hombres se dispersan rápidamente y él escolta a Rictor a un hospital. En otra parte, se ve a Jamie buscando pelea y se encuentra en una reunión de Purificadores. Después de dispararle a su líder con un tranquilizante, Jamie hace tres copias de sí mismo y se prepara para pelear. Siryn le revela a un reverendo que está embarazada del hijo de Jamie y, más tarde, en un bar, le revela a Monet que tiene la intención de dar a luz al niño.
Mientras tanto, Mutant Town está bajo las garras del villano de X-Men de Edad de plata de las historietas, Arcade con Rictor como su prisionero; Valerie Cooper regresa como personaje secundario y X-Factor se muda a  Detroit, Míchigan.

### "Invasión secreta"
Para abordar la ausencia de Layla Miller y Rahne Sinclair, y agregar nuevas dinámicas de personajes al equipo, el escritor Peter David agregó nuevos miembros del elenco al libro, Longshot y Darwin. David eligió a Longshot por el optimismo y la actitud optimista del personaje, que David consideró que sería un reemplazo apropiado para Rahne y Layla respectivamente. Eligió a Darwin porque el personaje era relativamente una pizarra en blanco, lo que le dio a David la libertad de escribirlo como quisiera, ya que el personaje apareció sólo en las historias "Deadly Genesis" y "Rise and Fall of the Shi'Ar Empire".
Durante la historia de "Invasión secreta", Darwin va en busca del Profesor Xavier porque quiere ayudarlo. Se encuentra con Longshot, quien intenta llevarlo hasta el Profesor usando sus poderes. Longshot, sin embargo, no está seguro de si sus poderes han funcionado correctamente y los prueba en un grupo de personas que se vuelven contra Darwin y atacan. Después de una breve pelea, Darwin logra escapar y la multitud se vuelve contra Longshot. El padre de Darwin contrata a X-Factor para encontrar a su hijo, supuestamente porque se siente mal por abandonarlo a él y a su madre cuando era más joven. Madrox, Monet y Guido rastrean a Darwin y Longshot, pero Longshot es atacado por Jazinda y She-Hulk, quienes lo siguen porque en realidad es un Skrull. Después de una pelea entre los dos grupos, ambos se dan cuenta de que Longshot es un Skrull, lo capturan y lo entregan a Jazinda y She-Hulk y toman caminos separados.

### Post-"Invasión secreta"
Después de que Darwin se reencuentra con su padre, solo para ser traicionado y vendido por agentes de una organización conocida como Proyecto Karma, que está experimentando con seres humanos vivos. Mientras tanto, aparece el verdadero Longshot y él y Darwin se unen a X-Factor. Valerie Cooper se interesa por el feto de Siryn. Durante un enfrentamiento cuando Siryn se va al hospital porque se le rompió fuente, Val recibe un disparo accidentalmente. Mientras Val se recupera, Siryn da a luz y finalmente reconoce que su padre está muerto y nunca volverá. Ella llama a su hijo Sean en honor a su padre, pero cuando Madrox lo retiene, absorbe a Sean. Jamie Madrox deja Investigaciones X-Factor para hablar con el último incauto que le queda, John Maddox. Al explicarle a John que los incautos no pueden tener bebés, John le revela que ya lo sabía. Sin embargo, Jamie amenaza con suicidarse y noquea a John. Antes de apretar el gatillo, Layla Miller, mayor, regresa para detenerlo.
Jamie es transportada al futuro en medio de la Rebelión de Summers, donde los mutantes se levantan contra Sentinel y los opresores humanos, liderada por Ruby Summers, la hija de Cíclope y Emma Frost con las explosiones ópticas de sus padres y el cuerpo mineral orgánico de Emma. Layla y un cyborg Cíclope, cuya situación es culpa de Jamie. Después de que Jamie besa a Layla (ahora adulta) por la felicidad de verla, Cíclope quiere que Jamie descubra por qué algunos mutantes están desapareciendo. El grupo visita a un Doctor Doom anciano y senil, quien dice que Layla le dijo en el pasado que tendría que instruir a Jamie y a ella sobre algo en el futuro, y es ahora.
En el presente, X-Factor y los nuevos miembros Longshot y Darwin están luchando contra Cortex, un agente del gobierno de la era de Rebelión Summers. Cortex controla brevemente a Shatterstar y M, usándolos para intentar asesinar respectivamente al reverendo John Maddox y a un cliente de X-Factor. Cortex agarra a Longshot, tratando de controlarlo también, y se da cuenta de que él y Shatterstar están conectados, y cuando Cortex pierde el control sobre Monet, ella lo ataca y su capucha cae hacia atrás, revelando que él es el segundo duplicado de Jamie Madrox de Messiah Complex.
El incauto de Madrox es teletransportado al futuro una vez más, donde un anciano Doom se hace cargo de sus partes tecnológicas. Allí entra en combate con los futuros X-Men. Aunque logra matar a Fitzroy, Ruby le ruega a Layla que lo traiga de regreso, revelando que Layla tiene la capacidad de resucitar a los muertos; sin embargo, sus poderes los restauran sin alma ni conciencia. El conflicto alcanza su punto máximo cuando un Sentinel masivo está a punto de destruir a la mayoría de los mutantes. Fitzroy absorbe la energía vital de Cortex y envía el centinela masivo al pasado (donde el centinela se estrella y mata a los padres de sus constructores, completando así una cadena de eventos que iniciaron todo esto). Madrox es teletransportado al pasado a Detroit, donde se encuentra con el resto de X-Factor.
Layla, sin embargo, va más atrás, donde se encuentra con su yo pasado más joven. Después de decirle todo esto, descarga su conocimiento en la mente de su yo pasado, completando así aún más el ciclo de causalidad y otorgándole el conocimiento que tenía al principio. 

### "¡La Mujer Invisible ha Desaparecido!"
Después de los eventos en X-Factor #50, Madrox decide trasladar Investigaciones X-Factor de regreso a la ciudad de Nueva York, que cree que es donde realmente debería estar el equipo. En su primera misión, Valeria y Franklin Richards se acercan al equipo y le piden ayuda a X-Factor para localizar a su madre, la Mujer Invisible, que ha desaparecido misteriosamente. Al ir al Edificio Baxter, Reed Richards bloquea a X-Factor, mientras Strong Guy y Shatterstar luchan con Thing, terminando con la derrota de Thing. Longshot identifica, a partir de las pistas dejadas en el Fantastic Car, que Sue fue secuestrada en Latveria y en una visión ve a Layla Miller aliada con el Doctor Doom. Después de mucho debate, el equipo viaja a Latveria para asaltar el Castillo Doom y recuperar a la Mujer Invisible, donde Monet, Shatterstar y Thing se enfrentan cara a cara con el propio Doom. 
En otra parte, Monet regresa a casa solo para descubrir a Val Cooper con malas noticias: su padre ha sido tomado como rehén por terroristas y solo lo devolverá a cambio de la propia Monet. A raíz de los acontecimientos de la batalla de Latveria, Monet y Strong Guy se adentran en las selvas desconocidas con la esperanza de liberar al padre de Monet. Se revela que el hombre detrás del secuestro no es otro que el Barón Mordo.

### "Second Coming: Revelaciones"
Durante la historia de "Second Coming", Bolivar Trask, después de recibir la misión de matar a todos los miembros del equipo X-Factor, asigna al Hombre Absorbente y Bastion la tarea. Sin embargo, el equipo se ve debilitado por la ausencia de Strong Guy, que se ocupa del Barón Mordo y de la secuestrada Monet.

### Post-"Second Coming"
Layla y Rahne se reincorporan al equipo. Mientras Layla noquea a M por su participación con el Doctor Doom en la desaparición de Sue Richards (también conocida como la Mujer Invisible), Rahne sube las escaleras e interrumpe un momento íntimo entre Rictor y Shatterstar, además de revelar su embarazo. Rictor está sorprendido por el embarazo de Rahne porque durmieron juntos antes de que ella se fuera para unirse a X-Force, mientras que Rahne está sorprendida de que Rictor y Shatterstar estén en una relación homosexual. Debido a sus creencias católicas, ella ataca a Shatterstar en su forma de lobo y lo empuja al suelo desde la ventana por "convertir" a Rictor en gay, pero son interrumpidos por Longshot. Rictor le pregunta a Rahne si él es el padre de su bebé y ella lo engaña haciéndole creer que no estuvo con nadie más hace siete meses. Madrox y Theresa han localizado a Pip el Troll y le han quitado un amuleto que lo protegía de la vista de Hela, lo que llevó a su captura por parte de ella. El equipo se dirige a Las Vegas para rescatarlo utilizando el poder de Longshot para ganar en el casino durante cuatro meses y llamar la atención. Fueron atacados por Hela pero fueron rescatados por Thor y rescata con éxito a Pip con la ayuda de Darwin. Sin embargo, un enfrentamiento con Hrimhari, un príncipe lobo asgardiano, revela que en realidad es el padre del bebé de Rahne. Pip se une al equipo en agradecimiento por haberlo salvado, pero se da a entender que tiene su propia agenda. Rictor está molesto con la noticia, pero perdona a Rahne cuando descubre que ella sólo está preocupada por su alma.
Mientras estaba en el fragor de una batalla para rescatar a J. Jonah Jameson, Strong Guy fue asesinado a tiros, pero Layla lo revivió a costa de su alma. Su acción cambió el futuro que su yo mayor cargó en su cerebro.
A medida que se acerca el nacimiento del hijo de Rahne, varias fuerzas de demonios atacan la sede de X-Factor. Rahne se vio obligada a depender de su antigua manada para protegerse y dio a luz a su hijo, Tier, a través de su boca. El se quedó con la manada de Rahne para su propia supervivencia.
Cuando el demonio Bloodbath atacó a X-Factor, Madrox aparentemente murió. Sin embargo, se reveló que fue transportado a una realidad alternativa por los cadáveres de Layla y él mismo en su noche de bodas, y se enfrentó a Vanora, a quien Layla había pagado para matarlos. Jaime murió y se encontró en una realidad en la que los humanos estaban dominados por Deathlok. El murió una vez más y se convirtió en el aprendiz del Doctor Strange, que acababa de morir a manos de Dormammu. El espíritu de Doc Strange pudo enviar a Jamie de regreso a su realidad, pero las complicaciones arrastraron a Vanora, Deathlok y Dormammu con él. En su ausencia, Havok y Polaris se unió y lideró el equipo, para su consternación. Jamie regresó de su cuerpo en el congelador y acordó compartir el liderazgo con Havok.

### "Punto de Ruptura"
Durante la historia de "Punto de Ruptura", el equipo lucha contra tres monstruos interdimensionales traídos a la Tierra por Damian Tryp. Mientras un tipo fuerte, ahora sin alma, pone en peligro a las personas mientras lucha contra estos monstruos, M arremete contra él. Este comportamiento y el hecho de que su relación no funcionó le lleva a abandonar el equipo. Luego es interceptado por una silueta amenazadora a la que se une. El monstruo restante, Vanora, hija de un universo paralelo Rahne, escapa. Después de eso, Darwin finalmente alcanza al hijo de Rahne e intenta matarlo, solo para ser detenido por el Hombre Lobo. Se produce una pelea entre Rahne, Shatterstar, Rictor, Darwin y Vanora. Shatterstar aparentemente mata a Vanora y Rahne deja el equipo para cuidar de su hijo, Tier. Más tarde ese día, se ven cuervos picoteando a Vanora, aunque de alguna manera revive. Polaris se entera de sus verdaderos orígenes (y del hecho de que asesinó a sus padres, mientras que siempre creyó que Magneto lo hizo) gracias a Monet y Longshot. La revelación la deja en un estado catatónico. También se da a entender que Banshee está teniendo visiones de su padre muerto. Siryn acepta su destino como avatar del antiguo espíritu de Morrigan, Banshee, y lo absorbe para salvar la cordura de Polaris. Ella cura a Lorna que quedó en estado catatónico y deja el equipo, confesándole a Madrox que, al final, ella siempre lo amó. Madrox confronta a Havok por su liderazgo. Havok decide dejar el equipo para encontrar su camino mientras que Lorna quiere quedarse. Madrox y Layla se casan.

### "Infierno en la Tierra"
Al intentar tomar unas vacaciones de luna de miel, Jamie y Layla fueron atacados por una legión de zombis mientras que el resto del equipo es atacado por una fuerza misteriosa. Más tarde se revisó que son los Señores del Infierno que se despiertan con la resurrección de Guido por parte de Layla y el nacimiento del hijo de Rahne, Tier. Pip aparentemente fue asesinado por los Señores del Infierno en un esfuerzo por proteger al equipo y luego poseer el cuerpo de M para escapar de su muerte. Sin embargo, se da a entender que abandonó el equipo por motivos de seguridad o que Jamie lo despidió porque estaba enojado por su participación en el evento.
El edificio X-Factor está destruido. Rahne y Tier se reincorporan al equipo para protegerse y Darwin acepta ayudar y luego se reincorpora al equipo. Strong Guy mató a Tier y se convirtió en el Rey del Infierno. Rictor y Shatterstar aparentemente murieron.
Más tarde se revisó que Rictor y Shatterstar fueron transferidos a una versión anterior de Mojoworld. El origen de Shatterstar y su relación con Longshot y Dazzler se revela: él era la fuente genética de Longshot, así como su hijo con Dazzler, creó una paradoja en la que Shatterstar es tanto el "padre"/clon de Longshot como su hijo con ADN diferente.

### "El Fin de X-Factor"
Después de los eventos de "Infierno en la Tierra", cada miembro del equipo fue enviado a diferentes lugares sin sus compañeros de equipo. Longshot dejó el equipo porque sintió que no le quedaba nada después de la muerte de Shatterstar. Rahne se encontró en Vermont y dejó el equipo por la culpa de provocar la guerra y la muerte de su hijo. Polaris se encontró en Nueva York sin ningún miembro de su equipo, se emborrachó, intentó suicidarse con un policía y fue encarcelada, donde hizo un trato con una figura misteriosa (que luego se reveló como Harrison Snow). Monet y Darwin se encontraron en Las Vegas y se reincorporaron a la Escuela de Mutantes Jean Grey. Layla y Jamie se encontraron en Marruecos. Se encontraron con Siryn y ella restauró a Jamie de su forma demoníaca. Al regresar a donde una vez estuvo el edificio X-Factor, Jamie, frustrado por la situación y concluyó que el mundo es para que "otras personas lo salven", vendió el equipo a Harrison Snow, director ejecutivo y presidente de Industria Serval, y se retiró a su granja familiar con Layla, su esposa embarazada. Snow cambió el nombre del equipo y comenzó a reclutar gente para el "All-New X-Factor".

## Lista del equipo
| Issues     | Years     | Roster |
| ---------- | --------- | --- |
| 1 to 7     | 2006      | Butterfly, M, Madrox, Rictor, Siryn, Strong Guy, Wolfsbane                                                        |
| 8 to 24    | 2006–2007 | Butterfly, M, Madrox, Quicksilver,(A) Rictor, Siryn, Strong Guy, Wolfsbane                                        |
| 25 to 27   | 2008      | Messiah Complex crossover (B) (C)                                                                                 |
| 28 to 32   | 2008      | M, Madrox, Rictor, Siryn, Strong Guy                                                                              |
| 33 to 39   | 2008–2009 | Darwin,(D) Longshot,(E) M, Madrox, Rictor, Siryn, Strong Guy                                                      |
| 40 to 42   | 2009      | Butterfly, Darwin, Longshot, M, Madrox, Rictor, Ruby Summers, Siryn, Strong Guy                                   |
| 43 to 50   | 2009      | Butterfly, Darwin, Longshot, M, Madrox, Rictor, Ruby Summers, (F) Shatterstar, Siryn, Strong Guy                  |
| 200 to 207 | 2009–2010 | Butterfly (G), Darwin, Longshot, M, Madrox, Rictor, Shatterstar, Siryn, Strong Guy                                |
| 208 to 213 | 2010–2011 | Butterfly, Darwin, Longshot, M, Madrox, Rictor, Shatterstar, Siryn, Strong Guy, Wolfsbane (B)                     |
| 214        | 2011      | Darwin |
| 215 to 229 | 2011      | Butterfly, Longshot, M, Madrox, Rictor, Shatterstar, Siryn, Strong Guy, Wolfsbane                                 |
| 230 to 245 | 2012      | Banshee, Butterfly, Havok, Longshot, M, Madrox, Pip el Troll, Polaris, Rictor, Shatterstar, Strong Guy, Wolfsbane |
| 245 to 249 | 2013      | Butterfly, Longshot, M, Madrox, Pip the Troll, Polaris, Rictor, Shatterstar                                       |
| 250        | 2013      | Butterfly, Longshot, M, Madrox, Polaris, Rictor, Shatterstar, Tier Sinclair, Wolfsbane                            |
| 251        | 2013      | Butterfly, Darwin, Longshot, M, Madrox, Polaris, Rictor, Shatterstar, Tier Sinclair, Wolfsbane                    |
| 252-255    | 2013      | Butterfly, Darwin, Longshot, M, Polaris, Rictor, Shatterstar, Tier Sinclair, Wolfsbane                            |
| 256-257    | 2013      | Butterfly, Darwin, M, Madrox, Polaris, Wolfsbane                                                                  |
| 258        | 2013      | Butterfly, Darwin, M, Madrox, Polaris                                                                             |
| 260        | 2013      | Butterfly, Darwin, M, Madrox                                                                                      |
| 261        | 2013      | Butterfly, Madrox                                                                                                 |
| 262        | 2013      | N/A |

Notas:
- A - El personaje actúa únicamente como personaje recurrente.
- B - Wolfsbane deja el grupo para unirse a X-Force, pero se reincorpora en el n.° 208.
- C - Layla Miller queda varada en el futuro.
- D - El personaje se une después del avivamiento durante Messiah Complex.
- E - El personaje se une tras la muerte de su imitador Skrull durante Secret Invasion.
- F - El personaje regresa a su propio tiempo en el #50.
- G - El personaje no es un miembro real del equipo, sino que mantiene una alianza con el Doctor Doom.

## Premios
En 2010 y 2011, X-Factor fue nominado para un premio GLAAD Media Award como cómic excepcional y finalmente ganó en 2011. Peter David dijo esto en una entrevista posterior: "Aprecio que Marvel Comics me haya permitido Hay mucha libertad en X-Factor, particularmente el inequívoco apoyo público de Joe Quesada cuando Rictor y Shatterstar se besaron por primera vez. Observo que el premio sólo me nombra a mí, y creo que eso es miope, porque ha habido una gran cantidad de artistas y editores en el camino que han hecho "Ha sido un trabajo fantástico para llevar las historias al público. Y, en última instancia, espero con ansias el día en que este premio sea completamente innecesario porque la representación positiva de los LGBT es simplemente tan común que ya no es de interés periodístico. Es simplemente el estado normal de las cosas".